# 103-й гвардейский истребительный авиационный полк ПВО
103-й гвардейский истребительный авиационный полк ПВО (103-й гв. иап ПВО) — воинская часть Военно-воздушных сил (ВВС) Вооружённых Сил РККА, принимавшая участие в боевых действиях Великой Отечественной войны.

## Наименования полка
За весь период своего существования полк несколько раз менял своё наименование:
- 158-й истребительный авиационный полк ПВО;
- 103-й гвардейский истребительный авиационный полк ПВО;
- 103-й гвардейский истребительный авиационный полк;
- 371-я гвардейская отдельная вертолётная транспортная эскадрилья;
- 332-й отдельный гвардейский вертолётный полк;
- 332-й отдельный гвардейский вертолётный Краснознаменный полк;
- Полевая почта 55745.

## Создание полка
103-й гвардейский истребительный авиационный полк ПВО образован 7 июля 1943 года путём переименования 158-го истребительного авиационного полка ПВО в гвардейский за образцовое выполнение боевых задач и проявленные при этом мужество и героизм на основании Приказа НКО СССР.

## Расформирование полка
103-й гвардейский истребительный авиационный полк ПВО 4 марта 1961 года был переформирован в 371-ю гвардейскую отдельную вертолётную транспортную эскадрилью. 30 мая 1961 года 371-я гв. овтэ была развернута в 332-й отдельный гвардейский вертолётный полк. Осенью 2009 года 332-й отдельный гвардейский вертолётный полк был переформирован в авиабазу армейской авиации в ходе реформы Вооружённых сил Российской Федерации. Позднее 332-й отдельный гвардейский вертолётный полк был возрождён.

## В действующей армии
В составе действующей армии:
- с 7 июля 1943 года по 15 октября 1944 года.

## Командиры полка
- гвардии подполковник Пономарчук Степан Ефремович[3], 07.07.1943 — 30.04.1944
- гвардии подполковник Бухтеев Сергей Степанович[3], 11.05.1944 — 07.1946

## В составе соединений и объединений
| Период        | Фронт (округ)                  | Район                                   | Корпус ПВО (Дивизия ПВО)                              | примечание                          |
| ------------- | ------------------------------ | --------------------------------------- | ----------------------------------------------------- | ----------------------------------- |
| 07.07.1943 г. | ПВО страны                     | Ленинградская армия ПВО                 | 2-й гвардейский истребительный авиационный корпус ПВО | Киттихаук                           |
| 09.01.1944 г. | ПВО страны                     | Ленинградская армия ПВО                 | 2-й гвардейский истребительный авиационный корпус ПВО | переучивание на Аэрокобра           |
| 07.04.1944 г. | ПВО страны                     | Ленинградская армия ПВО                 | 2-й гвардейский истребительный авиационный корпус ПВО | получено 16 самолётов Аэрокобра     |
| 01.06.1944 г. | ПВО страны                     | Ленинградская армия ПВО                 | 2-й гвардейский истребительный авиационный корпус ПВО | вернулся к боевой работе, Аэрокобра |
| 25.05.1945 г. | ПВО страны                     | Ленинградская армия ПВО                 | 2-й гвардейский истребительный авиационный корпус ПВО | Аэрокобра, Спитфайр-IX              |
| 10.06.1945 г. | Московский округ ПВО           | Ленинградская армия ПВО                 | 2-й гвардейский истребительный авиационный корпус ПВО | Аэрокобра, Спитфайр-IX              |
| 01.02.1949 г. | Ленинградский район ПВО        |                                         | 41-я истребительная авиационная дивизия ПВО           | Спитфайр-IX                         |
| 01.04.1949 г. | Ленинградский район ПВО        | 25-я воздушная истребительная армия ПВО | 41-я истребительная авиационная дивизия ПВО           | Спитфайр-IX                         |
| 01.04.1954 г. | Особая Ленинградская армия ПВО |                                         | 41-я истребительная авиационная дивизия ПВО           | МиГ-15                              |
| 1958 г.       | Ленинградский военный округ    | 76-я воздушная армия                    | 41-я истребительная авиационная дивизия               | МиГ-17                              |
| 04.03.1961 г. | Ленинградский военный округ    | 76-я воздушная армия                    | 41-я истребительная авиационная дивизия               | МиГ-17, переформирован              |

## Участие в операциях и битвах
- Ленинградско-Новгородская операция
  - Красносельско-Ропшинская операция
  - Новгородско-Лужская операция
  - Кингисеппско-Гдовская операция
  - Старорусско-Новоржевская операция

## Благодарности Верховного Главнокомандующего
- за отличие в боях за овладение столицей Эстонской ССР городом Таллин[5]
- за отличие в боях за овладение островом Сааремаа[6]

## Отличившиеся воины полка
- Деменков Сергей Васильевич, гвардии старший лейтенант, заместитель командира эскадрильи 103-го гвардейского истребительного авиационного полка 2-го гвардейского истребительного корпуса ПВО Указом Президента СССР от 28 сентября 1943 года удостоен звания Героя Советского Союза. Золотая Звезда № 1123.

## Статистика боевых действий
Всего за годы Великой Отечественной войны полком:
| Выполнено боевых вылетов | Проведено воздушных самолёто-боев | Сбито самолётов в воздухе |
| ------------------------ | --------------------------------- | ------------------------- |
| 6852                     | 1396                              | 245                       |

Свои потери:
| Потеряно самолётов, всего | Погибло лётчиков всего |
| ------------------------- | ---------------------- |
| 137                       | 31                     |

| МиГ-17 | МиГ-15 | МиГ-17 |

## Самолёты на вооружении
| Период      | Самолёты      |
| ----------- | ------------- |
| 1940 — 1941 | И-16          |
| 1941 — 1942 | МиГ-3         |
| 1941 — 1944 | P-40 Tomahawk |
| 1944 — 1951 | Аэрокобра     |
| 1945 — 1951 | Спитфайр IX   |
| 1951 — 1956 | МиГ-15        |
| 1956 — 1961 | МиГ-17        |

## Базирование
| Период      | Место базирования            |
| ----------- | ---------------------------- |
| 1945 — 1961 | Пушкин Ленинградская область |